# William P. Curlin
William Prather Curlin Jr., född 30 november 1933 i Paducah i Kentucky, död 12 december 2022, var en amerikansk politiker (demokrat).
Curlin var ledamot av USA:s representanthus 1971–1973.
Kongressledamot John C. Watts avled 1971 i ämbetet och efterträddes av Curlin. Han efterträddes i sin tur år 1973 av John B. Breckinridge.